# Ultra (kulturförening)

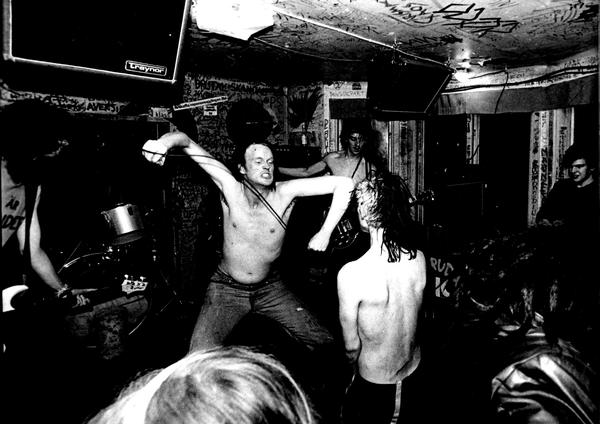
En spelning på Ultrahuset

Kulturföreningen Ultra var en kulturförening som höll till i Handen i Haninge kommun, mellan juni 1980 och augusti 1988. Den var under några år en central punkt i det unga punk-Stockholm. Den mest välkände av föreningens eldsjälar var Tompa Eken.

## Början

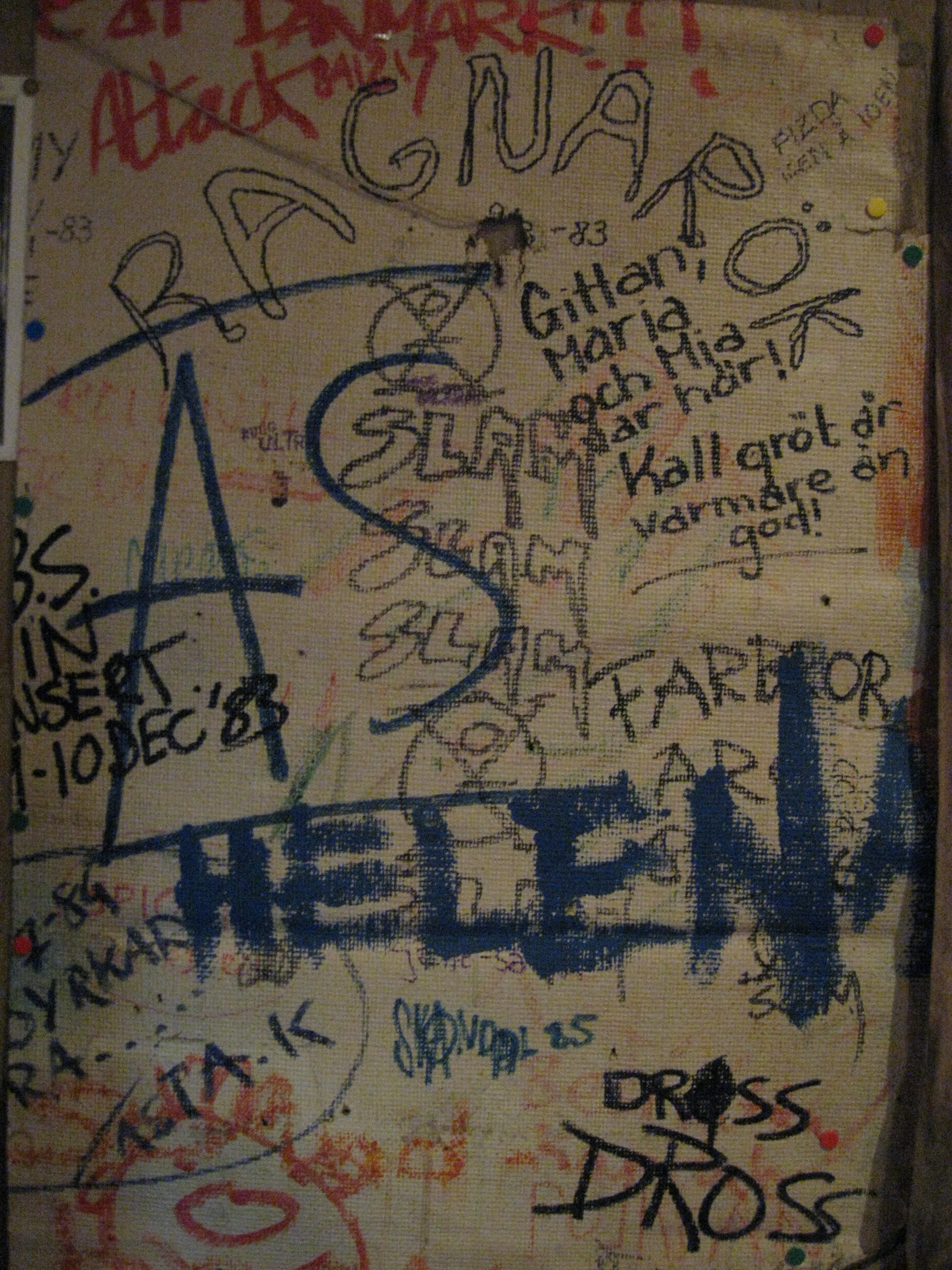
En bit av tapeten från Ultrahuset.

Föreningen startades av ungdomar i Handen, söder om Stockholm, 1979. I början hade föreningen ingen egen lokal, utan var inhyst i kommunens lokaler under vissa begränsade tider. Eftersom behovet av en egen lokal kändes nödvändig för att föreningen skulle kunna utöva sina aktiviteter, uppvaktade medlemmarna kommunen och krävde en egen lokal. Ett år efter bildandet fick kulturföreningen tillgång till ett av de många övergivna hus som fanns i Handen.

## Ultrahuset
Huset på Källvägen 9 i Handens centrum blev nu ett aktivitetshus, det så kallade Ultrahuset, där många olika projekt sysselsatte ungdomar från trakten. Det som gjort Ultrahuset vida känt är dock alla de musikspelningar som arrangerades där på helger. Under de år som huset fanns gjordes tusentals spelningar, med nästan lika många band. Ryktet om det lilla huset med den mycket lilla scenen i vardagsrummet, intill köket där det bakades bullar, spreds. Det lockade folk från hela Stockholms län (och ännu längre bort) att göra resan till Handen på helgerna. Publikrekordet under en spelning på Ultrahuset sattes när Ebba Grön spelade där 1981. Då kom 200 personer till lokalen. Andra band som spelat där är bland annat KSMB, Black Flag (med Henry Rollins), Scream (med Dave Grohl, senare känd med Nirvana och Foo Fighters), Smaklösa och Det svider i stjärten (med Zak Tell, senare känd med Clawfinger)

## Slut

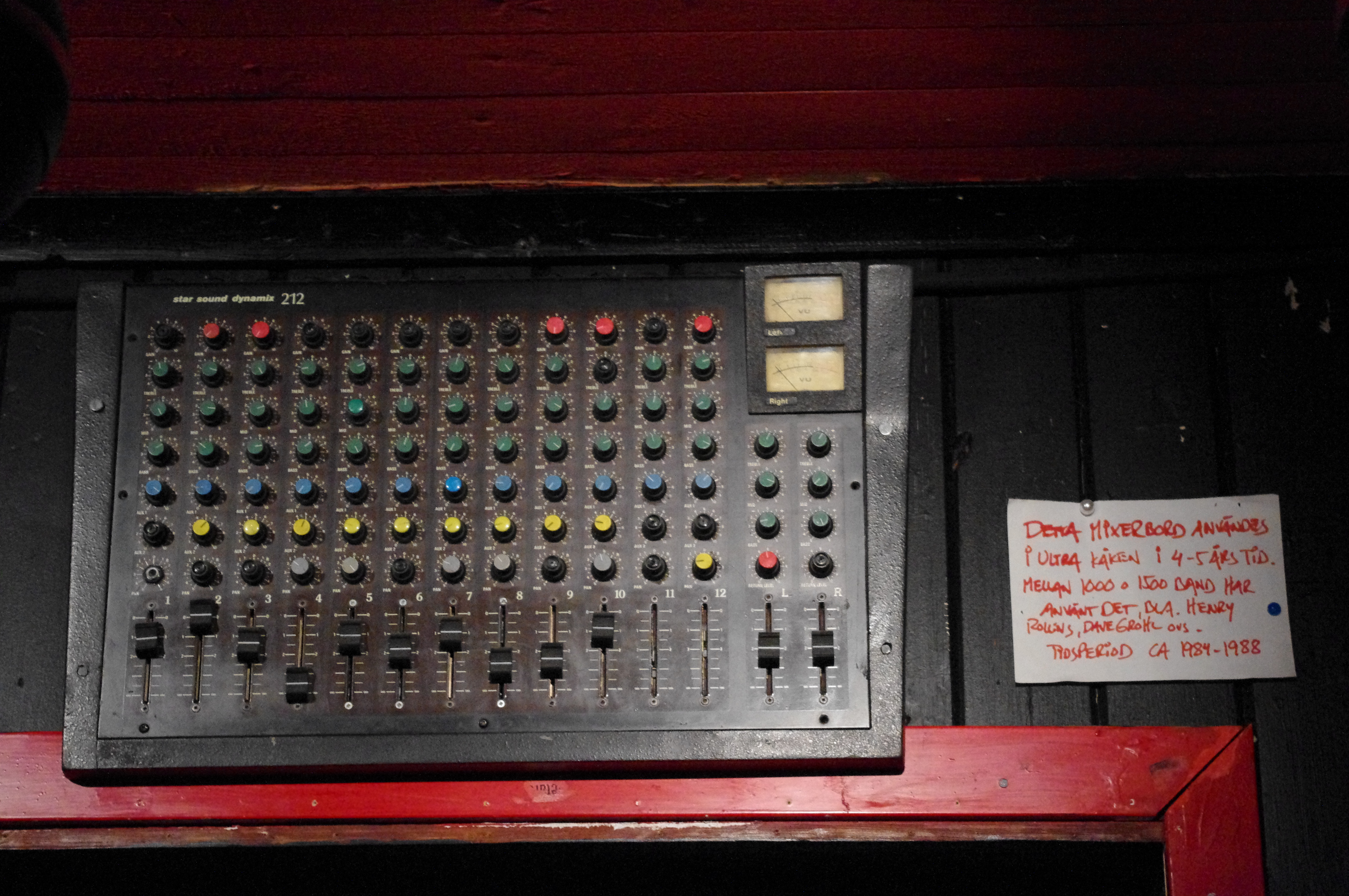
Mixerbord från Ultrahuset

1987 bestämde kommunen sig för att området skulle förändras och att föreningen därmed var tvungen att flytta. Efter mycket protester och en tids ockupation brann Ultrahuset upp den 20 augusti 1988, natten innan polisen skulle storma byggnaden. Kulturföreningen blev erbjuden andra alternativ, men mycket av det ursprungliga engagemanget hade då försvunnit och internbråk kom till, vilket resulterade i en splittring där den ena parten fortsatte kalla sig Ultra och den andra kallade sig RuggUltra. RuggUltra huserade i en ny lokal som hette Hunddagis, som var c:a 45 kvadratmeter stort och existerade under c:a 5 år.